# 11e étape du Tour de France 2009
Pour un article plus général, voir Tour de France 2009.
La 11e étape du Tour de France 2009, s'est déroulée le 15 juillet. Le parcours de 192 kilomètres, reliait Vatan  à Saint-Fargeau. Mark Cavendish a remporté sa quatrième victoire sur ce Tour.

## Parcours
Sans grande difficultés, cette étape de plaine vallonnée en direction de l'est de la France traverse les départements de l'Indre, de la Nièvre et de l'Yonne et relie deux petites villes-étapes inédites. Le passage de deux côte de 4e catégorie au kilomètre 45,5 (côte d'Allogny à 4,5 % sur 1,5 km) et au kilomètre 150 (côte de Perreuse à 4,6 % sur 2 km) seront les seules petites difficultés du parcours qui semble réservé aux équipes de sprinteurs. Ces derniers devront se méfier du final en légère montée durant les 500 derniers mètres.

## Récit
Au départ de l'étape avec le retrait de Kurt Asle Arvesen (Saxo Bank), il reste 170 coureurs en lice.
Johan Vansummeren (Silence-Lotto) et Marcin Sapa (Lampre-NGC) s'échappent après 24 km de course. Leur avance culmine à 4 minutes et 15 secondes au 41e km. Elle décroît à 2 minutes à 50 km de l'arrivée, puis à 47 secondes à 20 km. La poursuite du peloton est emmenée par l'équipe Columbia du sprinter Mark Cavendish. À 5 km de Saint-Farjeau, Sapa et Vansummeren sont repris après 160 km d'échappée. Ce dernier se voit attribuer le prix de la combativité.
En raison du final présentant une pente légère, quatre coureurs de Columbia emmènent Cavendish dans le dernier kilomètre, contre deux habituellement, pour le « déposer » à 150 m de l'arrivée. Il devance sur la ligne d'arrivée Tyler Farrar, qui obtient ainsi une troisième deuxième place d'étape, et Yauheni Hutarovich. Thor Hushovd est cinquième et cède le maillot vert à Cavendish. Il s'agit de la quatrième victoire d'étape de ce dernier sur le Tour 2009. Elle lui permet d'égaler le record britannique de victoires d'étapes sur le Tour détenu par Barry Hoban avec 8 succès,.

## Sprints intermédiaires
| Premier   | Johan Vansummeren | 6 pts |
| Deuxième  | Marcin Sapa       | 4 pts |
| Troisième | Lloyd Mondory     | 2 pts |

| Premier   | Marcin Sapa       | 6 pts |
| Deuxième  | Johan Vansummeren | 4 pts |
| Troisième | Cyril Dessel      | 2 pts |

| - 3. Sprint intermédiaire de Suilly-la-Tour (kilomètre 114,5) \| Premier \| Johan Vansummeren \| 6 pts \| \| Deuxième \| Marcin Sapa \| 4 pts \| \| Troisième \| Cyril Dessel \| 2 pts \| |                   |       |
| Premier | Johan Vansummeren | 6 pts |
| Deuxième | Marcin Sapa       | 4 pts |
| Troisième | Cyril Dessel      | 2 pts |

## Côtes
| Premier   | Johan Vansummeren | 3 pts |
| Deuxième  | Marcin Sapa       | 2 pts |
| Troisième | Egoi Martínez     | 1 pts |

| Premier   | Marcin Sapa       | 3 pts |
| Deuxième  | Johan Vansummeren | 2 pts |
| Troisième | Franco Pellizotti | 1 pt  |

## Classement de l'étape

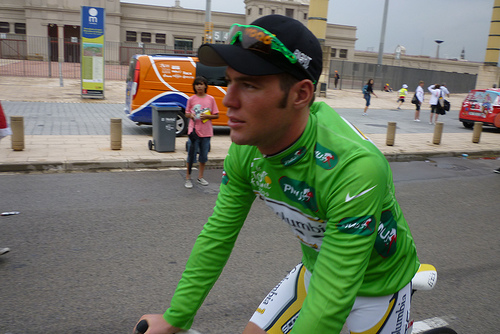
Le Britannique Mark Cavendish remporte, à l'issue de la 11e étape du Tour de France 2009, le maillot vert.

| Classement de la 11e étape | Classement de la 11e étape | Classement de la 11e étape | Classement de la 11e étape | Classement de la 11e étape |
|                            | Coureur                    | Pays                       | Équipe                     | Temps                      |
| -------------------------- | -------------------------- | -------------------------- | -------------------------- | -------------------------- |
| 1er                        | Mark Cavendish             | GBR                        | Team Columbia-HTC          | en 4 h 46 min 43 s         |
| 2e                         | Tyler Farrar               | USA                        | Garmin-Slipstream          | m.t.                       |
| 3e                         | Yauheni Hutarovich         | BLR                        | La Française des jeux      | m.t.                       |
| 4e                         | Óscar Freire               | ESP                        | Rabobank                   | m.t.                       |
| 5e                         | Thor Hushovd               | NOR                        | Cervélo TestTeam           | m.t.                       |
| 6e                         | Leonardo Duque             | COL                        | Cofidis                    | m.t.                       |
| 7e                         | Gerald Ciolek              | GER                        | Team Milram                | m.t.                       |
| 8e                         | Lloyd Mondory              | FRA                        | AG2R La Mondiale           | m.t.                       |
| 9e                         | William Bonnet             | FRA                        | BBox Bouygues Telecom      | m.t.                       |
| 10e                        | Nikolay Trusov             | RUS                        | Team Katusha               | m.t.                       |
| modifier                   |                            |                            |                            |                            |

## Classements à l'issue de l'étape

### Classement général
| Classement général à la 11e étape | Classement général à la 11e étape | Classement général à la 11e étape | Classement général à la 11e étape | Classement général à la 11e étape |
|                                   | Coureur                           | Pays                              | Équipe                            | Temps                             |
| --------------------------------- | --------------------------------- | --------------------------------- | --------------------------------- | --------------------------------- |
| 1er                               | Rinaldo Nocentini                 | ITA                               | AG2R La Mondiale                  | en 43 h 28 min 59 s               |
| 2e                                | Alberto Contador                  | ESP                               | Astana                            | + 6 s                             |
| 3e                                | Lance Armstrong                   | USA                               | Astana                            | + 8 s                             |
| 4e                                | Levi Leipheimer                   | USA                               | Astana                            | + 39 s                            |
| 5e                                | Bradley Wiggins                   | GBR                               | Garmin-Slipstream                 | + 46 s                            |
| 6e                                | Andreas Klöden                    | GER                               | Astana                            | + 54 s                            |
| 7e                                | Tony Martin                       | GER                               | Team Columbia-HTC                 | + 1 min 0 s                       |
| 8e                                | Christian Vande Velde             | USA                               | Garmin-Slipstream                 | + 1 min 24 s                      |
| 9e                                | Andy Schleck                      | LUX                               | Team Saxo Bank                    | + 1 min 49 s                      |
| 10e                               | Vincenzo Nibali                   | ITA                               | Liquigas                          | + 1 min 54 s                      |
| modifier                          |                                   |                                   |                                   |                                   |

### Classement par points
| Classement par points | Classement par points | Classement par points | Classement par points | Classement par points |
| --------------------- | --------------------- | --------------------- | --------------------- | --------------------- |
|                       | Coureur               | Pays                  | Équipe                | Point(s)              |
| 1er                   | Mark Cavendish        | GBR                   | Team Columbia-HTC     | 176 points            |
| 2e                    | Thor Hushovd          | NOR                   | Cervélo TestTeam      | 169 pts               |
| 3e                    | José Joaquín Rojas    | ESP                   | Caisse d'Épargne      | 110 pts               |
| modifier              |                       |                       |                       |                       |

### Classement de la montagne
| Classement du meilleur grimpeur | Classement du meilleur grimpeur | Classement du meilleur grimpeur | Classement du meilleur grimpeur | Classement du meilleur grimpeur |
| ------------------------------- | ------------------------------- | ------------------------------- | ------------------------------- | ------------------------------- |
|                                 | Coureur                         | Pays                            | Équipe                          | Point(s)                        |
| 1er                             | Egoi Martínez                   | ESP                             | Euskaltel-Euskadi               | 79 points                       |
| 2e                              | Christophe Kern                 | FRA                             | Cofidis                         | 59 pts                          |
| 3e                              | Franco Pellizotti               | ITA                             | Liquigas                        | 56 pts                          |
| modifier                        |                                 |                                 |                                 |                                 |

### Classement du meilleur jeune
| Classement général du meilleur jeune | Classement général du meilleur jeune | Classement général du meilleur jeune | Classement général du meilleur jeune | Classement général du meilleur jeune |
|                                      | Coureur                              | Pays                                 | Équipe                               | Temps                                |
| ------------------------------------ | ------------------------------------ | ------------------------------------ | ------------------------------------ | ------------------------------------ |
| 1er                                  | Tony Martin                          | GER                                  | Team Columbia-HTC                    | en 43 h 29 min 59 s                  |
| 2e                                   | Andy Schleck                         | LUX                                  | Team Saxo Bank                       | + 49 s                               |
| 3e                                   | Vincenzo Nibali                      | ITA                                  | Liquigas                             | + 54 s                               |
| modifier                             |                                      |                                      |                                      |                                      |

### Classement par équipes
| Classement par équipes | Classement par équipes | Classement par équipes | Classement par équipes |
|                        | Équipe                 | Pays                   | Temps                  |
| ---------------------- | ---------------------- | ---------------------- | ---------------------- |
| 1re                    | AG2R La Mondiale       | France                 | en 128 h 53 min 9 s    |
| 2e                     | Astana                 | Kazakhstan             | + 3 s                  |
| 3e                     | Team Columbia-HTC      | États-Unis             | + 4 min 45 s           |
| modifier               |                        |                        |                        |

### Combativité
Johan Vansummeren

## Abandons
- Kurt Asle Arvesen : non partant à la suite d'une fracture de la clavicule sur l'étape 10